# Haloragis
Haloragis  es un género de plantas de la familia  Haloragaceae. Comprende 130 especies descritas y de estas, solo 3 aceptadas y una gran cantidad de especies pendientes de clasificar.

## Hábitat
Algunas especies son conocidas comúnmente como seaberry y la mayoría son nativas del hemisferio sur. Se trata de hierbas perennes o anuales o los pequeños arbustos, y muchas plantas de los humedales son terrestres. Una de las especies más conocidas es la nativa de Nueva Zelanda Haloragis erecta, que se cultiva como planta ornamental. 

## Taxonomía
El género fue descrito por J.R.Forst & G.Forst y publicado en Characteres Generum Plantarum 61–62, pl. 31. 1775. La especie tipo es: Haloragis prostrata J.R. Forst. & G. Forst. 

## Especies aceptadas
A continuación se brinda un listado de las especies del género Haloragis aceptadas hasta mayo de 2014, ordenadas alfabéticamente. Para cada una se indica el nombre binomial seguido del autor, abreviado según las convenciones y usos. 
- Haloragis aculeolata Benth.
- Haloragis acutangula F.Muell.
- Haloragis aspera Lindl.
- Haloragis digyna Labill.
- Haloragis dura Orchard
- Haloragis eichleri Orchard
- Haloragis erecta (Murray) Oken
- Haloragis exalata F.Muell.
- Haloragis eyreana Orchard
- Haloragis foliosa Benth.
- Haloragis glauca Lindl.
- Haloragis gossei F.Muell.
- Haloragis hamata Orchard
- Haloragis heterophylla Brongn.
- Haloragis luminosa Wege & Orchard
- Haloragis maierae Orchard
- Haloragis masafuerana Skottsb.
- Haloragis masatierrana Skottsb.
- Haloragis milesiae Peter G.Wilson & Makinson
- Haloragis myriocarpa Orchard
- Haloragis odontocarpa F.Muell.
- Haloragis platycarpa Benth.
- Haloragis prostrata J.R.Forst. & G.Forst.
- Haloragis scoparia Fenzl
- Haloragis serra Brongn.
- Haloragis stokesii F.Br.
- Haloragis stricta R.Br. ex Benth.
- Haloragis trigonocarpa F.Muell.
- Haloragis uncatipila Orchard